# Латремуй, Мари-Анн де
Мари-Анн де Латремуй (фр. Marie-Anne de La Trémoille; ок. 1642, Париж — 5 декабря 1722, Рим), известная как принцесса дез Юрсен — французская аристократка, фаворитка королевы Испании Марии Луизы Савойской и короля Филиппа V.

## Биография
Дочь Луи II де Латремуя, герцога де Нуармутье, и Рене-Жюли Обри, сестра герцога де Руайяна и кардинала Латремуя.
5 июля 1659 была выдана замуж за Адриена-Блеза де Талейрана (ок. 1638—1670), принца де Шале, маркиза де Эксидёй, графа де Гриньоля и барона де Марёй-и-Буавиль. Брак был бездетным. Посещая парижские светские гостиные, принцесса де Шале обзавелась важными связями, а также познакомилась с мадам Скаррон, ставшей позднее морганатической женой Людовика XIV.
В 1662 году, после участия в дуэли с братьями Лафрет, на которой был убит старший брат герцога де Бовилье, принц Шале бежал из Франции и в июне 1663 поступил на службу в испанскую армию. Мари-Анн присоединилась к нему около 1666 года. Из Испании супруги перебрались в Венецианскую республику. Талейран умер в Местре от лихорадки летом 1670 года. Нуждавшаяся в деньгах принцесса в 1673 году поселилась в Риме, где пользовалась протекцией кардиналов де Буйона и д'Эстре, ставшего позднее французским послом при папском дворе.
Д'Эстре устроил ее брак с римским князем Флавио Орсини (1620—1698), герцогом ди Браччано и грандом Испании. Бракосочетание состоялось 17 февраля 1675 года в часовне палаццо Фарнезе. Этот союз также был бездетным, но позволил Мари-Анн вернуть расположение  Людовика XIV. В своем дворце на виа ди Пасквино, недалеко от Пьяцца Навона, герцогиня Браччано руководила светским салоном, ставшим центром распространения французского влияния Риме. Его часто посещали кардиналы, дипломаты и приезжавшая со всей Европы аристократия. По словам герцога де Сен-Симона, «ей удалось  превратить дворец Орсини в некое подобие двора, где собиралось самое знатное и самое изысканное общество; бывать там стало модно, а быть там принятым считалось великой честью». Герцогиня содействовала продвижению французских политических интересов, в том числе в вопросе об испанском наследстве, на которое король Франции выдвинул претендентом своего внука герцога Анжуйского.
Из-за охлаждения в отношениях с мужем, герцогиня дважды отправлялась во Францию; во время второй поездки, продлившейся четыре или пять лет, с ней познакомился Сен-Симон, за которого Мари-Анн хотела выдать свою племянницу мадемуазель де Руайян. Та была богатой наследницей, но юному герцогу, по его же собственным словам, для построения придворной карьеры был нужен влиятельный тесть. Герцогиня де Браччано присутствовала на его свадьбе с дочерью маршала Лоржа. По словам Сен-Симона, очарованного этой дамой, герцогиня была «удивительна и ни на кого не похожа».
Вернувшись в Рим к мужу, она «вновь полностью завладела его сердцем» и герцог назначил жену своей единственной наследницей. Поскольку Орсини был опутан долгами, герцогство Браччано пришлось продать папскому племяннику Ливио Одескальки, который потребовал, чтобы Мари-Анн отказалась от титула. После этого она стала называться княгиней Орсини или, на французский манер, принцессой дез Юрсен. После смерти герцога она снова испытывала финансовые трудности, хотя пенсион, положенный ей королем Людовиком, позволял принимать гостей во дворце Орсини. Летом 1701 года принцесса вызвалась сопровождать в Испанию невесту Филиппа V Марию Луизу Савойскую. Благодаря герцогине де Ноай, мадам де Ментенон и влиятельному кардиналу Портокарреро, члену Государственного совета, с которым Мари-Анн некогда познакомилась в Риме, она была поставлена во главе свиты принцессы Савойской, а 16 марта 1702 стала старшей камерфрейлиной.
Ее задачей было укрепление французского влияния в стране и ослабление правил бургундского церемониала, принятого во времена Карла V. Позиции принцессы дез Юрсен усилились в период первого регентства Марии Луизы, супруг которой летом 1702 года отправился в свои итальянские владения. Фактически ставшая главным советником королевы, Мари-Анн установила контакты с государственным советником герцогом де Верагуа, коррехидором Мадрида Франсиско Ронкильо и Жаном Орри, французским финансистом, направленным приводить а порядок испанский бюджет.

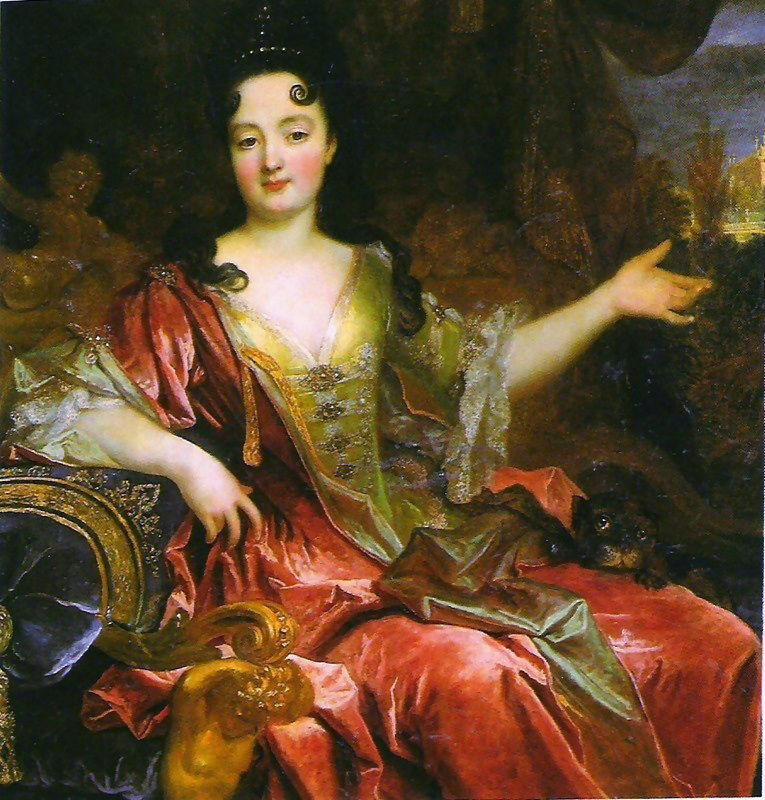
Портрет, приписываемый кисти Никола де Ларжильера

После возвращения Филиппа V дез Юрсен вступила в конфликт из-за влияния с сопровождавшим его французским послом кардиналом д'Эстре, а затем и с его преемником аббатом д'Эстре. Покои королевы, где, вопреки правилам, имел обыкновение ночевать Филипп V, и апартаменты принцессы стали местом принятия политических решений. Придворная борьба создавала помехи правительству и портила отношения между Парижем и Мадридом, поэтому в апреле 1704 Людовик XIV распорядился отстранить принцессу от должности и выслать её в Рим. Королева была этим недовольна и отказалась сотрудничать с новым французским послом герцогом де Грамоном. Людовику пришлось пойти на уступки. В январе 1705 он вызвал в Версаль принцессу дез Юрсен, проживавшую в Тулузе, и дал ей две аудиенции. Мари-Анн удалось завоевать доверие монарха и летом она вернулась в Мадрид, где продолжила работать в сотрудничестве со сменившим Грамона Амело де Гурне, отправляя еженедельные отчеты мадам де Ментенон.
С 1709 года принцесса была главным посредником между Мадридским и Версальским дворами. Назначенный в 1711 году послом в Испанию маркиз де Боннак получил прямое указание опираться на ее поддержку.
Дез Юрсен сопровождала королевскую чету, покидавшую Мадрид во время оккупации столицы союзными войсками в 1706 и 1710 годах. В 1707 году также стала воспитательницей принца Астурийского и инфантов. В 1712 году поддержала реформу палаты королевы, которую было решено по французскому образцу формировать из придворных дам разного происхождения (из Италии, Нидерландов, Франции и Испании). Одновременно руководила реконструкцией Алькасара и организовывала театральные постановки произведений Мольера, Расина и Корнеля.
В 1712 году принцесса вызвала к испанскому двору своих племянников, детей герцога Бомарцо Марию Анну и Алессандро Ланти делла Ровере, а также принца де Шале. Первая вышла замуж за герцога д'Авре и была назначена придворной дамой, а Шале и Алессандро Ланти, которому принцесса устроила брак с наследницей графа Приего, поступили на службу в королевские фламандскую и итальянскую гвардейские роты. 
В ходе мирных переговоров 1713—1714 годов дез Юрсен безуспешно пыталась получить владение в Нидерландах, дававшее 30 тысяч экю годового дохода. Ее претензии создавали препятствия подписанию мирных соглашений между Испанией и союзниками, и вызвали недовольство у Версальского двора.
Смерть королевы Марии Луизы 14 февраля 1714  лишила принцессу дез Юрсен, влияние которой вызывало недовольство народа и знати, главного покровителя. Мари-Анн распорядилась отправить овдовевшего Филиппа V во дворец герцога Мединасели. Изоляция монарха, от имени которого дез Юрсен принимала решения, привели к распространению слухов об их предстоящем браке. Стремясь сохранить влияние на монарха, принцесса направила аббата Альберони к Пармскому двору и тот выбрал в качестве невесты Елизавету Фарнезе, которую описал как бесцветную особу, неспособную поколебать позиции принцессы при дворе. Дез Юрсен стала жертвой интриги, организованной амбицициозным священником, и при первой встрече 23 декабря 1714 в Хадраке новая королева приказала изгнать прежнюю фаворитку, не дав ей времени на сборы. Той же ночью принцесса была отправлена во Францию. Филипп V, во всем соглашавшийся со второй женой, всё же пожаловал дез Юрсен 120 тысяч реалов.
В марте 1715 Мари-Анн была принята Людовиком XIV, который назначил ей пенсион в 40 тысяч ливров. При этом ей не разрешили поселиться во Франции, поскольку герцог Орлеанский, ставший регентом в малолетство Людовика XV, не простил принцессу, раскрывшую в 1709 году его интригу против Филиппа V.
В апреле 1716 года дез Юрсен поселилась в Генуе, весной 1719 года получила разрешение переехать в Рим, где пользовалась расположением якобитского претендента Джеймса Эдуарда Стюарта и его жены Марии Клементины Собеской. Принцесса умерла в Риме 5 декабря 1722 после непродолжительной болезни. В завещании, составленном в Генуе 18 октября 1718, она назначила главным наследником своего брата герцога Нуармутье.  Была погребена в Латеранской базилике.
Принцесса дез Юрсен ввела в моду флёрдоранжевую эссенцию, получившую по имени принадлежавшего ей княжества Нерола название неролиевого масла.